# 韩国体育

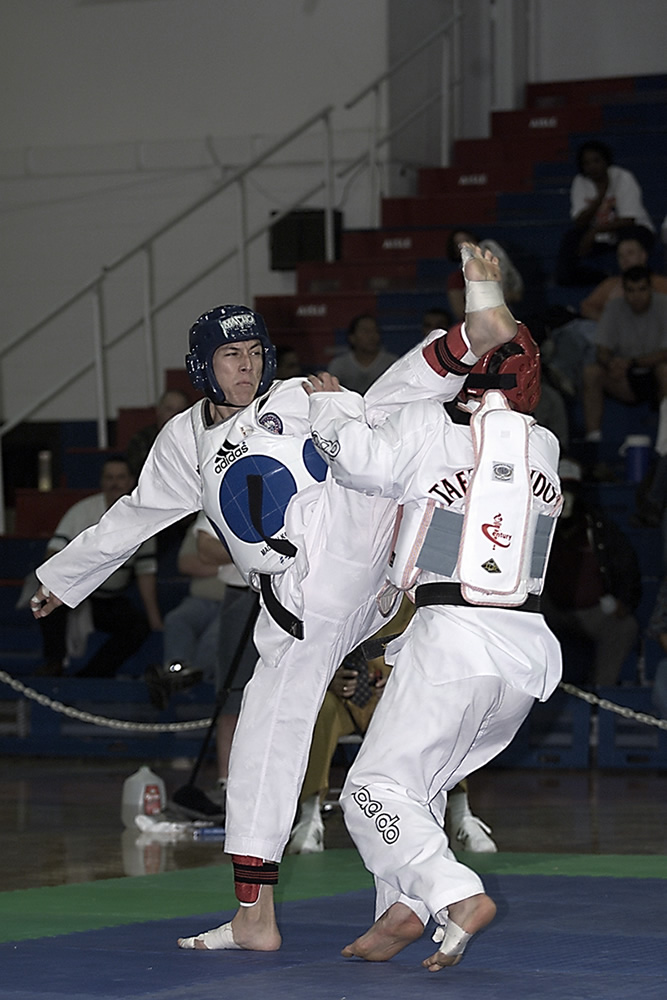
韩国跆拳道

韩国体育是韩国文化的重要部分。跆拳道是源于韩国的一种集强身健体、防身自卫和心灵修养为一身的搏击武术，被称为韩国的国技。目前已经成为奥运会的比赛项目。韩国的传统体育运动有韩式摔跤、斗牛、风筝等。与大多数国家一样，现代竞技体育是韩国体育的主体。韩国已经成功举办了1988年夏季奥林匹克运动会、2002年世界杯足球赛、2003年夏季世界大学生运动会、2011年世界田径锦标赛、2018年冬季奥林匹克运动会等多个世界体育赛事和数个亚运会，并取得优异的成绩。
韩国的体育发展最初由1954年成立的文教部负责。1982年，韩国曾设立了专门负责体育事业的体育部，1988年6月，新设青少年局。1990年9月，体育部和青少年局合并成体育青少年部。1993年后，负责体育事业的部门开始和负责文化和旅游的部门合并。目前，韩国的体育事业由文化体育观光部负责:134:220。

## 源于韩国的体育运动
跆拳道既是一项能够强身健体，又能够于防身自卫的传统搏击武术，更是一项新兴的集健身、竞技及娱乐为一体的现代体育，集力学、兵学、哲学、医学及伦理学为一体，以技击格斗为基础，以修心养性为核心，以磨练人的意志、振奋人的内在精神气质、培训练习者良好的礼仪及道德为目标。「跆拳道」一詞，是1955年由崔泓熙创造。其中「跆」指踢擊、「拳」指拳擊，「道」則是代表道行、自己對禮儀的修練。在1986年第10届亚运会，跆拳道成为亚运会正式比赛项目。2000年悉尼奥运会，跆拳道成为奥运会正式比赛项目。跆拳道已经在世界各国广为推广:139:211-212。 
跆跟是朝鮮半島古代的一種傳統武術。跆跟以腿脚为主，注重利用对方弱点或借对方之力反击并使其摔倒，是一种柔中带刚的武艺。
韩国合气道是参考日本大东流合气柔术并加入一些其他武术混合而成的新流派武术。与日本合气道之间的主要差异在于融入了较多的打击技。但与其它武术不同的是，韩国合气道的打击技术并不强调出招的速度，而在于力度及准确度，并且主要用于使用关节技前的连接招式，或是最后给予对方必杀的一击。对资深的修习者，更强调面对中短距离武器如匕首、短棍、剑等武器的防卫。

## 竞技体育

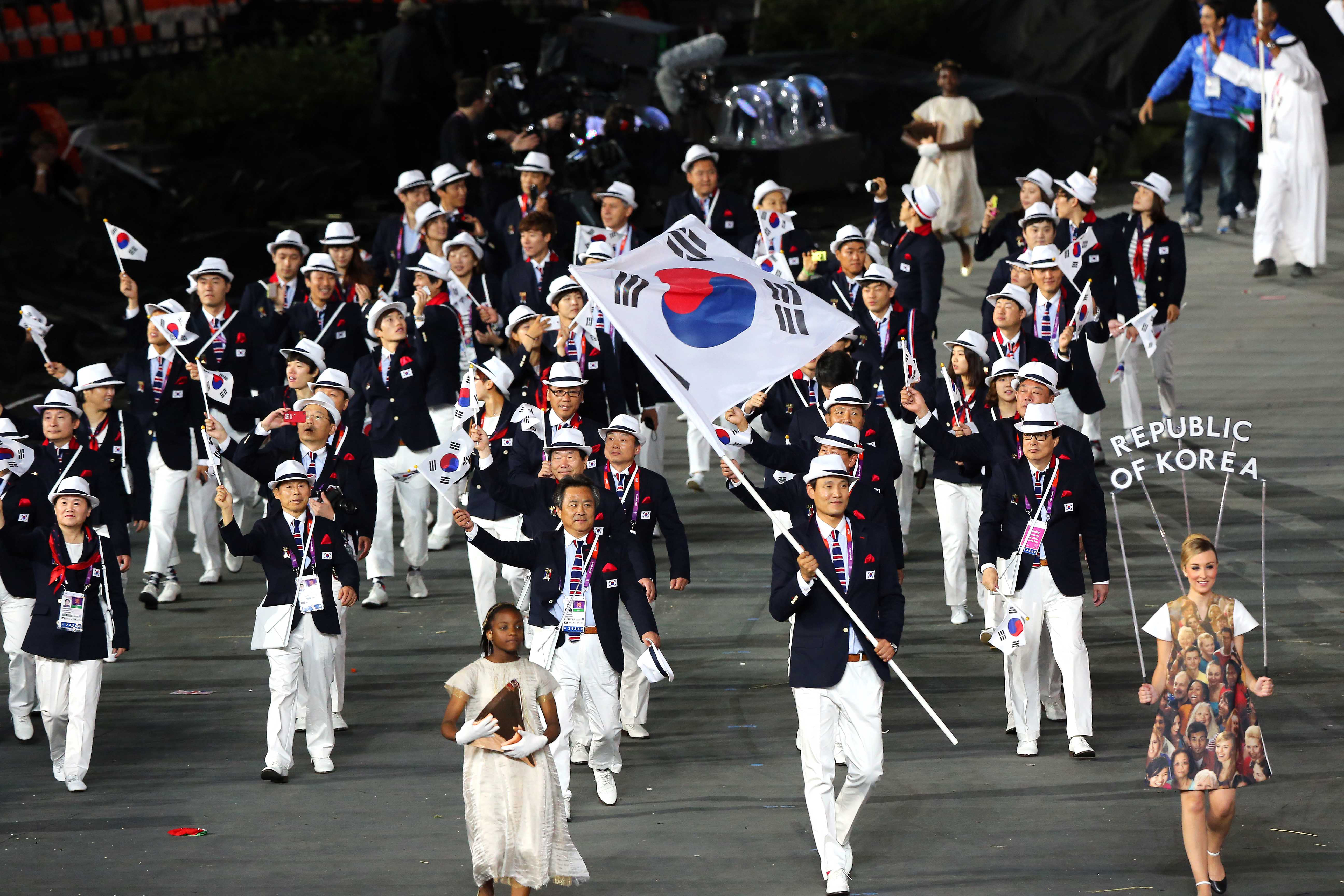
2012年伦敦奥运会入场式

### 棒球
棒球是韩国最受欢迎的体育运动之一。1905年，美国传教士菲利普·吉伯特将棒球传授给皇城基督教青年团，当时被称为“打球”或“击球”。1906年开始，韩国就有棒球比赛。1982年，韩国组建了职业棒球队。目前，韩国有LG双子、NC恐龍、韩华鹰、起亚虎、三星狮、罗德巨人、斗山熊、SK飛龍、KT巫師、耐克森英雄10支职业棒球队。2008年夏季奥林匹克运动会，韩国取得了棒球比赛冠军的好成绩:210-211:137。
韩国有许多棒球运动员在美国职业棒球大联盟比赛。1994年，朴赞浩加盟洛杉矶道奇，成为第一个进军美国职棒大联盟的韩国人。其它在美国职棒大联盟打球的韩国棒球运动员还有崔熙燮 、金炳贤、奉重根、秋信守、柳贤振、姜正浩、李大浩等。

### 足球
韩国古代的蹴鞠运动是一种与足球很相像的体育运动。现代足球是1882年由到访仁川港的英国海军士兵传入韩国的。1904年，足球被官办的外国语大学设为正式的体育项目。1906年，大韩体育俱乐部与皇城基督青年会在汉城的三善坪举行了韩国历史上第一场现代足球赛。1929年，汉城与平壤的“京平对抗赛”使普通百姓开始对足球运动产生兴趣:209。

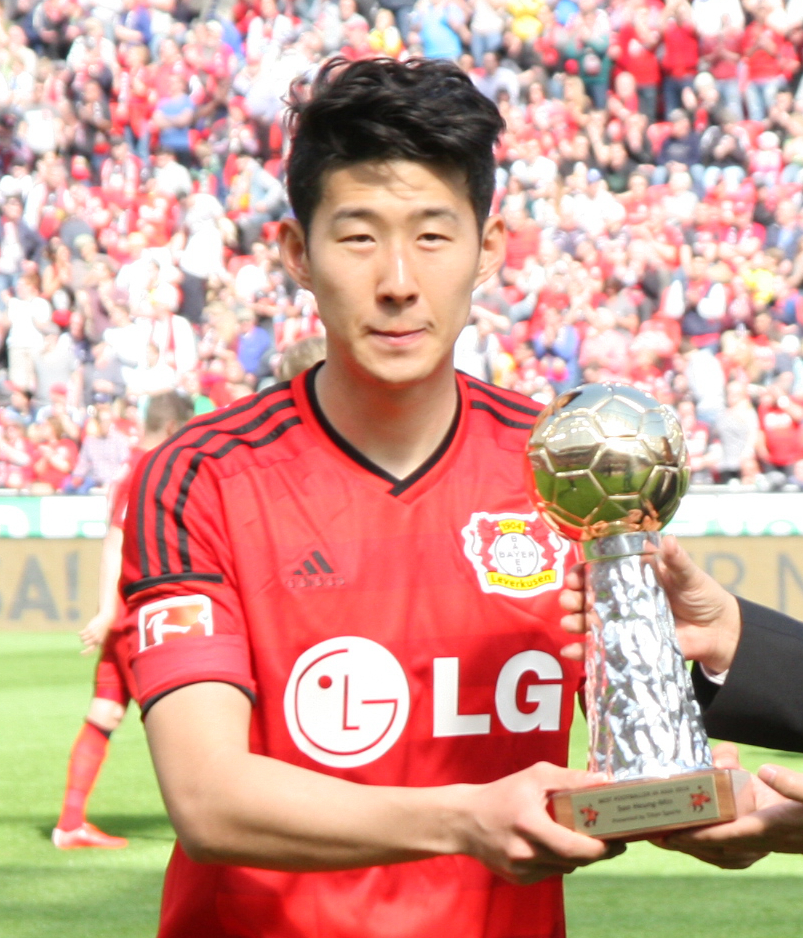
孙兴慜

1933年，大韓蹴球協會正式成立。1948年，大韓蹴球協會成为国际足联的成员。同年，韩国国家足球队首次在英国伦敦举行的奥运会足球比赛中亮相。1971年以来，韩国开始每年举办国际足球锦标赛（原名为总统杯足球赛）。1983年，韩国在墨西哥举办的世青赛中杀进了前四强，并由此得到了“红魔”的美誉。同年，韩国成立了亚洲首个职业足球联赛。1994年，职业足球联赛更名为韩国足球联赛（K联赛）。从1986年墨西哥世界杯开始，韩国队10次杀入世界杯决赛圈，是亚洲足球世界杯最好的成绩。2002年，韩国与日本联合举办了2002年世界杯足球赛，并取得第四名的成绩:209:136-137:249。2022年，孙兴慜在2021-22賽季拿下英超金靴獎，成为首位获此殊荣的亚洲人。在国际上知名度较高的韩国足球运动员还有車範根，朴智星等。

### 篮球
篮球是另一个在韩国越来越受欢迎的体育运动。篮球运动是美国人吉礼泰在1903年传入韩国的，20年代就已经在全国范围普及。目前，韩国有10支职业篮球队在韩国篮球联赛比赛:212:139。

### 高尔夫球
高尔夫球在韩国是个很流行的运动。 高尔夫球会员的会费要比美国和日本的还贵，因此高尔夫球在韩国也是地位的象征。2009年8月16日，韩国高尔夫球球手梁容银击败了泰格·伍兹赢得了PGA锦标赛冠军，成为第一个取得此殊荣的亚洲人。韩国女子高尔夫球球员朴世莉更是获得了23个LPGA冠军，其中包含五个大满贯冠军。2007年，朴世莉成为首位进入世界高尔夫球名人堂的韩国人。

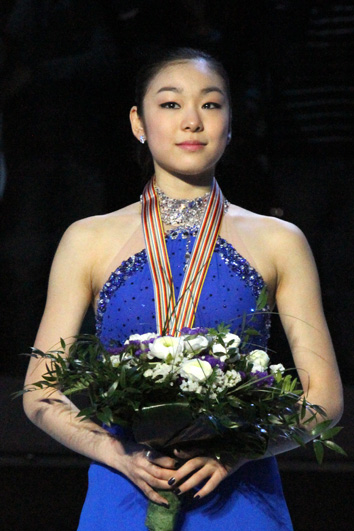
金妍儿

### 技击运动
射箭被称为韩国的国技。韩国在这个比赛项目中保持着世界领先水平。
射擊近年來成為韓國最著名一項運動之一。擊劍普遍韓國民眾最熱愛的運動之一，在奧林匹克運動會也是有不錯的表現。

### 冰雪运动
短道速滑是韩国的体育强项之一。在2006年2月都灵冬奥会和3月世锦赛上，韩国取得了一个又一个的短道速滑冠军。2010年温哥华冬奥会，韩国获得了6金、6银、2铜的奖牌排名第5的好成绩。2010年世界团体短道速滑锦标赛上，韩国男女队分获男女团体冠军:213。

### 登山运动
韩国登山家严弘吉是亚洲首位，世界第8位完登14座8000米以上世界高峰的人。2001年，朴英硕成为世界第9位完成此壮举的人。此前他曾无氧登顶珠穆朗玛峰，是首位无氧登顶珠峰的韩国人。2005年，朴英硕成为世界首位完成探险家大满贯的人，完登世界8000米级14座最高峰、世界七大洲最高峰并徒步到达南北极点。2003年，韓王龍成为世界第11位完登14座8000米以上世界高峰的人。洪成泽是世界首位穿越地球五极的人。
韩国女登山家吴银善是首位完成登顶七大洲最高峰的韩国女性。

### 其它
电子竞技在韩国很盛行。星际争霸职业联赛是韩国最大，也是全球最大的电子竞技赛事项目，游戏打破了《吉尼斯世界纪录大全》中“职业联赛收入最高的游戏”、“比赛观众最多的游戏”两项纪录。韩国大公司赞助的电子竞技队有OnGameNet Starleague 、MBCGame StarCraft League（已退役）和Proleague。韩国还有播放电子竞技的电台，像Ongamenet、GomTV等。
2010年以来，韩国每年都在全罗南道灵岩郡举办一级方程式赛车。

## 体育联赛
| 棒球 - 韩国职业棒球联赛 - 韩国未来棒球联赛 | 篮球 - 韩国篮球联赛 | 足球 - K联赛 - 韩国国家联赛 - 挑战联赛 | 排球 - V联赛 |

## 承办的国际体育赛事

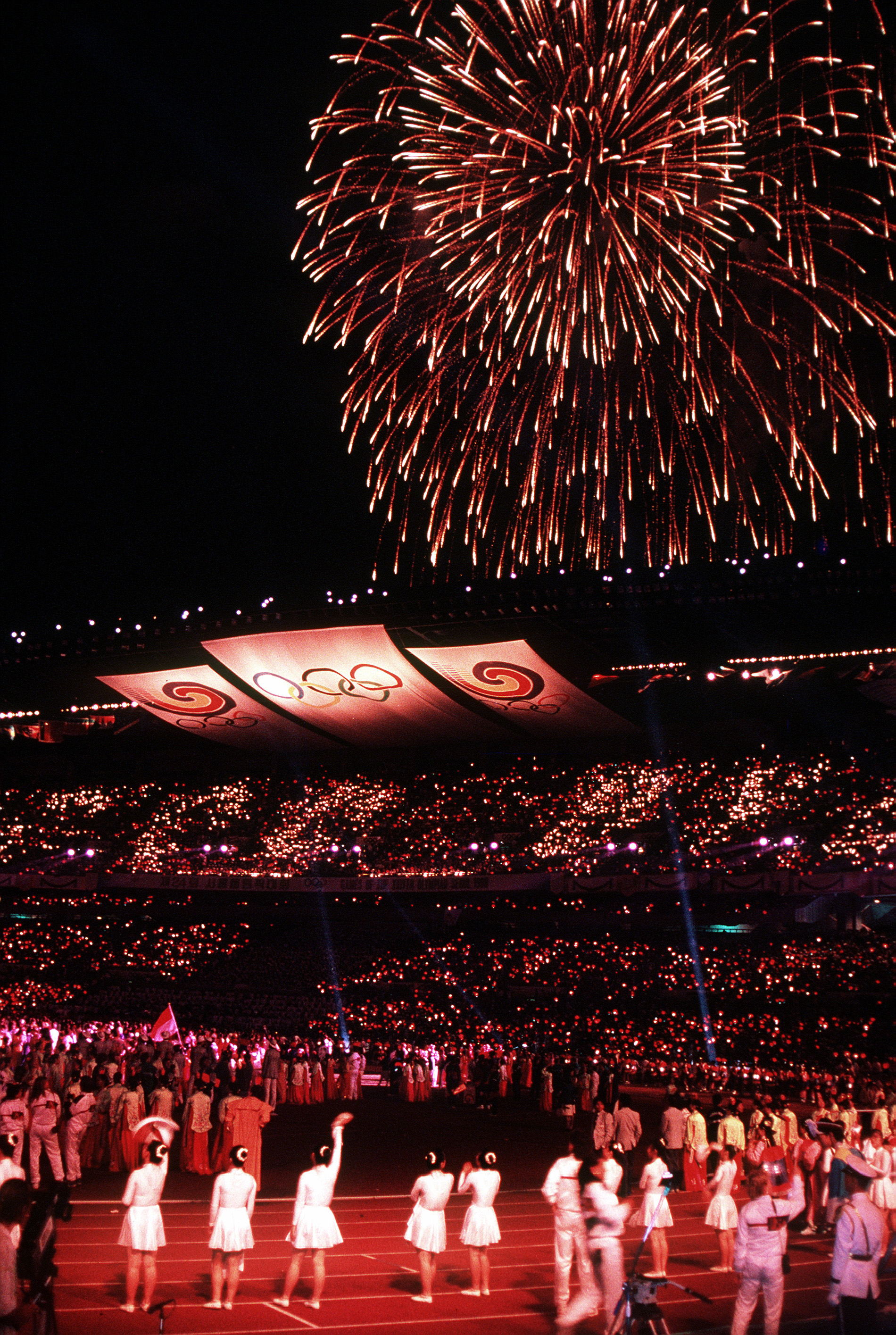
1988年夏季奥林匹克运动会

| 奥运会 - 1988年夏季奥林匹克运动会 - 2018年冬季奥林匹克运动会                           | 世界杯足球赛 - 2002年世界杯足球赛 - 2007年U17世界杯足球赛 - 2017年U20世界杯足球赛 | 世界田径锦标赛 - 2011年世界田径锦标赛 | |
| 世界游泳锦标賽 - 2019年世界游泳锦标賽                                                  |                                                                                   |                                       | |
| 亚运会 - 1986年汉城亚运会 - 1999年亚洲冬季运动会 - 2002年亚洲运动会 - 2014年亚洲运动会 | 亚洲杯足球赛 - 1960年亚洲杯足球赛                                                 | 一级方程式赛车 - 韩国大奖赛           | 其它 - 1997年冬季世界大学生运动会 - 2003年夏季世界大学生运动会 - 2015年夏季世界大学生运动会 - 星际争霸职业联赛 |